# Hjemmehjælp
Hjemmeplejen er en offentlig service til borgere, der har behov for hjælp til personlig pleje og/eller praktiske opgaver i hjemmet. De ansatte, der udfører dette arbejde, benævnes i daglig tale sosu’er.
Hjemmeplejens arbejde består hovedsageligt af at sørge for at borgeren som er visiteret her til, får mad og væske, hjælp til personlig hygiejne (bad, bleskift, tandbørstning  m.v) medicingivning, medicindispensering, sårpleje, og i livets slutning - pleje af døende borger i eget hjem. 
For at kunne få hjemmepleje skal man visiteres af kommunen. Som led i visitationen bliver det afklaret, hvorvidt behovet er midlertidigt eller varigt. Den varige hjemmepleje forudsætter en permanent nedsat funktionsevne. 
Hjemmeplejen er betalt over skatten.  
Borgeren kan selv vælge, om vedkommende vil have hjemmepleje udført af kommunen eller af en privat aktør.
Ordningen blev etableret i 1958 og erstattede husmoderafløsningsordningen, der blev indført i 1949. Den politiske hensigt bag hjemmeplejen var et ønske om at ældre kunne leve længst muligt i eget hjem. Idet det betyder lavere belastning af plejehjem og sygehuse så man samtidig muligheden for at høste en samfundsøkonomisk gevinst. I første omgang var det ikke krav, at de som varetog hjemmeplejen var uddannede, men med Lov om social bistand fra 1974 blev uddannelsen gjort obligatorisk.
I dag er de medarbejdere, der udfører hjemmepleje oftest sosu-hjælpere, SOSU-assistent, plejehjemsassisteter, sygeplejersker - og enkelte ufaglærte.